# Ujed za dušu
Ujed za dušu – ósmy studyjny album serbskiego zespołu Riblja Čorba. Album ukazał się 4 lutego 1986 roku nakładem wytwórni PGP RTB. Płytę nagrano w Studio V PGP RTB.

## Lista utworów
| Nr  | Tytuł utworu                  | Słowa                          | Muzyka                      | Długość |
| --- | ----------------------------- | ------------------------------ | --------------------------- | ------- |
| 1.  | „Svirao je Dejvid Bovi”       | Bora Đorđević, Nikola Čuturilo | Miša Aleksić, Bora Đorđević | 3:08    |
| 2.  | „Kada padne noć (Upomoć)”     | Bora Đorđević                  | Bora Đorđević               | 4:24    |
| 3.  | „Ne spavaj gola”              | Bora Đorđević                  | Bora Đorđević               | 3:24    |
| 4.  | „Zadnji voz za Čačak”         | Bora Đorđević                  | Tommy Boyce, Bobby Hart     | 2:45    |
| 5.  | „Crvena su dugmad pritisnuta” | Bora Đorđević                  | Nikola Čuturilo             | 4:19    |
| 6.  | „Lud sto posto”               | Bora Đorđević                  | Miša Aleksić                | 4:15    |
| 7.  | „Propala noć”                 | Bora Đorđević                  | Nikola Čuturilo             | 3:23    |
| 8.  | „Član mafije”                 | Bora Đorđević                  | Bora Đorđević               | 3:04    |
| 9.  | „Neke čudne materije”         | Bora Đorđević                  | Vidoja Božinović            | 2:24    |
| 10. | „Da, to sam ja”               | Bora Đorđević                  | Nikola Čuturilo             | 4:36    |
|     |                               |                                |                             | 35:42   |

## Twórcy
- Bora Đorđević – śpiew
- Vidoja Božinović – gitary
- Nikola Čuturilo – gitary
- Miša Aleksić – gitara basowa
- Vicko Milatović – perkusja
- Kornelije Kovač – instrumenty klawiszowe, produkcja muzyczna
- Jelenko Milanković – perkusja
- Jugoslav Vlahović – opracowanie graficzne[1]